# Huang Xianfan
Huang Xianfan（en chino: 黄現璠/黄现璠; zhuang: Vangz Yenfanh; Fusui, Guangxi, 13 de noviembre de 1899 - Guilin, Guangxi, 18 de enero de 1982） fue un historiador, etnólogo y antropólogo chino, especializado en la China antigüedad y antropología, y fundador de la Escuela de Bagui (Guangxi otro nombre) y Estudios zhuang, así como un China intelectual muy influyente en la segunda mitad del siglo XX, y es considerado como el "padre de la Estudios zhuang" (en chino: 壮学之父).

## Biografía
Huang Xianfan nacido en una familia de campesinos en Fusui. Aunque su padre era un agricultor zhuang, le concede una gran importancia a su educación. Gracias a la amistad de éste con los profesores, es admitido en el escola de Fusui. Lee con avidez la obra de Sima Qian sobre la Memorias históricas en China, que tendrá una fuerte influencia sobre su porvenir como historiador. Medianamente dotado como alumno, es admitido en la Escuela Normal intermedio de Nanning. Durante una etapa ideológicamente problemática, frecuenta con asiduidad la biblioteca de la Escuela. Huang Xianfan inicialmente estudió paleografía en la Universidad Normal de Pekín desde septiembre de 1926. Uno de sus profesores fue Chen Yuan (1880-1971, en chino:陈垣), autor de historia. Qian Xuantong (1887-1939, en chino:钱玄同), su profesor de Paleografía y Shuowen Jiezi, sin embargo, fue el que más le influenció. Leyó los libros de la historia de civilización mundial, que probablemente incrementó sus deseos de viajar a lugares lejanos. Huang Xianfan alcanzó su graduación en historia en 1935, y luego se fue a la Universidad de Tokio para estudiar la historia.
Después de regresar a su país en 1937，fue profesor de instituto (1937-1938), en Nanning. Luego, comienza su carrera como profesor de Universidad, trabaja en la Universidad de Guangxi (1938-1953), y en 1954 se trasladó a la recién fundada Universidad Normal de Guangxi (1954-1982).
Huang Xianfan murió en enero de 1982.

## Trabajos

### Historia
Sus intereses científicos abarcaban un gran abanico de temas relacionados con la historia y antropólogo chino: historia antigua, historia popular, historia de las minorías étnicas, historia cultural... Publicó numerosos títulos durante los años 1932 e inicios de los 1942, pero la segunda guerra sino-japonesa interrumpió su trabajo. Sus publicaciones comenzaron, en 1932, historia general de China (tres volúmenes，1932-1934). Este fue el libro de Huang，una China historia desde los tiempos antiguos de la dinastía Qing. El estableció los principios para la difusión de la nueva concepción de historia. Publicó su segundo libro en 1933, historia de la escuela (Dos volúmenes). En este libro muestra un magistral estudio de los métodos de la educación. Publicó su tercer libro en 1934, La vida de los agricultores de la dinastía Yuan. Esto es una traducción del libro, que detalla la vida de los campesinos de la dinastía Yuan. En 1936, publicó dos conocidos libros de historia，Los estudiantes del Movimiento de Salvación de la dinastía Song y La sociedad de la dinastía Tang. Él fue un los fundadores de Escuela de los Wunu (en chino: 无奴学派). Estos trabajos consolidó la fama de Huang Xianfan como historiador en China.

### Folclore
En 1941, comenzó a estudiar el folclore，y publicó numerosos títulos durante los años 1941 e inicios de los 1942，La matrimonio extraño de la dinastía Yuan, La ropa extraño de la dinastía Yuan, Fumar y la difusión, El origen y la propagación de Té, La difusión de camote, Zapatos y calcetines, Los cambios en el vestido chino... Estos trabajos consolidó la fama de Huang Xianfan como folclore casa en China.

### Trabajo de campo
Su primer trabajo de campo comenzó en 1943 con los Longsheng y Sanjiang del Guangxi. Allí, hizo un estudio extenso e importante sobre las antropología de Yao y Dong. En 1945 realizó trabajo de campo entre los Rongjiang del Guizhou, su intención era recolectar datos de historia oral en la Miao que viven las zonas. En el mismo año, publicó sus resultados del trabajo de campo: "La educación general de Miao". En 1951 viajó a minoría que viven las zonas de Guangxi, donde llevó adelante un trabajo de campo en Longsheng, en Sanjiang, en Rongshui, en Donglan, en Tiandong y en las Pingguo, continuó explorando el minoría de Guangxi recolectar datos de historia oral y tomando notas sobre las poblaciones humanas, sus lenguas, la geografía, la cultura, população y la religião. En 1952 viajó a las Fusui, Ningming, Longzhou, Daxin, Tiandeng，en Guangxi, para realizar investigación de campo entre las minoría sociedades que habitaban la región, y más adelante para liderar un proyecto de estudio de los zhuang, yao, dong, miao, maonan, mulao en Luocheng, Hechi, Daxin, Lingyun, Debao, Tianlin, Tianyang, Jingxi, Lingyun, Xilin, Leye, Tiandong, Napo, Longlin, Tian'e, Fengshan, Nandan, Du'an, Bama, Luocheng, Dahua, Fusui, Longzhou, Pingxiang, Chongzuo, Ningming, Baise, en Guangxi, en 1953 - 1957 y en 1979-1981. El material etnográfico recabado en esos viajes fue la base del libro História social de Mulao Luocheng (1953), Organização social de Mulaode los Hechi (1954), Sociais de Zhuang Daxin (1957) y Breve historia de los Zhuang (1957). Huang Xianfan es considerado uno de los fundadores de la antropología china moderna.

### Estudios zhuang
Desde 1943，el tema de investigación trasladó la antropología y la estudios zhuang. A partir de entonces, se dedicó a la antropología y al trabajo de campo en varios lugares de Guangxi y Guizhou. Luego, aparece su primer libro de la Zhuang en 1957，Breve historia de los Zhuang. Esta es la primera una breve historia de los Zhuang en China, y una historia de los Zhuang desde los tiempos antiguos de la moderno. Huang Xianfan fue un los fundadores de Escuela de Bagui y es considerado el padre de los Estudios zhuang. Este trabajo consolidó la fama de Huang Xianfan como antropólogo, no solo en China, sino también en Asia y América. Pero la Movimiento antiderechista y Revolución Cultural interrumpió su trabajo.
Su último gran cuatro libros fue su la Nong Zhigao (1983), Historia General de los Zhuang (1988), Estudio de los antigüedad Libros (2004), El biografía crítica de Wei Baqun( 2008). Estos libros(Publicaciones póstumas) publicados después de su muerte.
Además de estos trabajos, Huang Xianfan publicó una libros investigación de la Lingüística, y escribió varios títulos que posteriormente fueron compilados como Festschrift Obras Colección.
A lo largo de su vida, Huang Xianfan escribió varias obras sobre las historia y culturas zhuang, yao, miao, mulao. Creía que el estudio sistemático de los povos indígenas em guangxi podría ayudar a comprender las raíces culturales de los zhuang de la actualidad.

## Activismo social
Además de su trabajo científico, Huang Xianfan fue un activista social. Él fue un miembro de la Asamblea Popular Nacional de China(1954-1958) y la Conferencia Consultiva Política del Pueblo Chino (1980-1982). Após a Movimiento antiderechista em 1957, ele foi perseguido y após a Revolución Cultural, ele foi novamente perseguido.
Él fue un de los fundadores de la Asociación China de Etnología(1980) y en 1980 fue vicepresidente de la Asociación Baiyue de Etnología. En 1981 fundó la Universidad de Lijiang, se desempeñó como rector.

## Familia
Huang Xianfan tuvo 11 hijos con su mujer. Su hijo mayor, Huang Yutian, es un maestro de la ensino medio. Su hija mayor, Huang Xiaoling, es un profesor de la Universidad. Sua filha- Huang Yunxiang, maestro de la ensino medio, Huang Wenfei, maestro de la ensino medio y autor de varios libros. Seu filho, Gan Jinshan, es un Escritor. También tuvo dos mellizos - Gan Wenhao y Gan Wenjie, eles são o Escritor y autor de varios libros.

## Obras
Obras de Huang Xianfan, según el año de la primera edición:
- 1932-1934: Historia general de China(tres volúmenes，Cooperación).
- 1933: Historia de la escuela（Dos volúmenes）.
- 1934: La vida de los agricultores de la Dinastía Yuan.
- 1936: Los estudiantes del Movimiento de Salvación de la Dinastía Song.
- 1936: La sociedad de la Dinastía Tang.
- 1957: Breve historia de los Zhuang.

Publicaciones póstumas:
- 1983: La Nong Zhi Gao.ISBN 11113-41.
- 1988: Historia General de los Zhuang. ISBN 7-5363-0422-6/K-13.
- 2004: Estudio de los antigüedad Libros. ISBN 7-5633-4743-7.
- 2008: El biografía crítica de Wei Baqun. ISBN 978-7-5633-7656-8.